# Beilschmiedia oligantha
Beilschmiedia oligantha là loài thực vật có hoa trong họ Nguyệt quế. Loài này được Sach.Nishida mô tả khoa học đầu tiên năm 2005.